# Шотурма Петро Миколайович
Петро́ Микола́йович Шотурма (нар. 27 червня 1992, Івано-Франківськ, Україна) — український футзаліст, вінгер збірної України та івано-франківського «Урагану». Капітан національної збірної України. Майстер спорту України міжнародного класу, бронзовий призер ЧС-2024 з футзалу.

## Біографія

### Ігрова кар'єра
Петро Шотурма народився 27 червня 1992 року в м. Івано-Франківську, адміністративному центрі однойменної області в Україні.
У сім років почав займатися футболом. Перший тренер — Юрій Семенович Шайкін. У 13 років вступив до спортивного класу з футболу, де був тренером Володимир Слободян, який на той час тренував дитячу школу «Урагану». І саме він запропонував хлопчику спробувати свої сили у футзалі. Перші тренери у футзалі — Іван Данилишин і Володимир Слободян.
Чемпіон України U-15, володар Кубка України U-16, срібний і бронзовий призер юнацьких чемпіонатів УДЮФЛ. Впродовж 2006—2008 рр. чотири рази визнавався найкращим гравцем чемпіонатів і Кубків України серед юнаків 1992 р.н., а також двічі ставав найкращим бомбардиром турнірів під егідою УДЮФЛ. 
2008 року виступав у складі «Урагану-2 КФВ» у Другій лізі чемпіонату України і став найкращим бомбардиром команди, забивши 11 голів.
З 29 червня по 5 липня 2008 року виступав у складі юніорської збірної України U-16 на міжнародному турнірі «Costa Dorada Cup», відзначившись 7 голами.
Став першим вихованцем ДЮСШ «Ураган», який в 16-річному віці дебютував у вищій лізі.
2010 року дебютував у молодіжній і національній збірних України.
2012 року був наймолодшим гравцем збірної України на чемпіонаті світу.
Літом 2014 року перейшов в російський КПРФ, хоча міг опинитися і в іспанській «Барселоні». Впродовж сезону отримав два пошкодження через що пропустив частину чемпіонату і кілька матчів збірної України. Його команда до останнього боролася за місце у плей-оф, однак у підсумку посіла десяте місце. У лютому 2015 року вінгер зіграв за збірну у двох товариських матчах з Чехією, однак у березні через травму не зміг допомогти команді у відборі до Євро-2016.
Після сезону у російській суперлізі повернувся в Україну, де приєднався до складу «Локомотива» (Харків). Після сезону, проведеного у стані «залізничників», отримав статус вільного агента і повернувся в «Ураган».
Перед стартом наступного сезону мав пропозицію від «Продексіма», але у липні 2017 року продовжив контракт з «Ураганом» ще на рік.
У червні 2018 року разом із Михайлом Зваричем та Ігорем Корсуном перейшов до херсонського клубу«Продексіма» , з яким упродовж чотирьох сезонів двічі поспіль виграв чемпіонський титул та по одному разу Кубок та Суперкубок України .
У сезоні 2022/23 втретє в кар'єрі стає гравцем івано-франківського «Урагана». 25 лютого 2023 року у матчі проти київського ХІТа забив свій 100-й м'яч в еліті українського футзалу (1:1).

### Збірна України
За національну збірну дебютував у 18-річному віці 12 грудня 2010 року у товариській грі проти збірної Молдови (3:0). Наступного дня у другому спарингу відзначився першим забитим м'ячем за збірну (8:2). З 2020 року став капітаном збірної України. Володар бронзових медалей ЧС-2024 з футзалу. Станом на 7 жовтня 2024 року провів за українську команду 112 матчів, в яких записав до активу 36 забитих м'ячів.  
| Рік   | М   | Г  |
| ----- | --- | -- |
| 2010  | 2   | 1  |
| 2011  | 7   | 1  |
| 2012  | 6   | 1  |
| 2013  | 4   | 1  |
| 2014  | 3   | 0  |
| 2015  | 7   | 0  |
| 2016  | 7   | 3  |
| 2017  | 5   | 1  |
| 2018  | 11  | 5  |
| 2019  | 11  | 4  |
| 2020  | 7   | 2  |
| 2021  | 7   | 4  |
| 2022  | 12  | 4  |
| 2023  | 8   | 4  |
| 2024  | 14  | 5  |
| Разом | 112 | 36 |

| Сезон                 | Команда               | Ліга                  | М   | Г  |
| --------------------- | --------------------- | --------------------- | --- | -- |
| 2008/09               | «Ураган»              | Вища ліга             | 8   | 0  |
| 2009/10               | «Ураган»              | Вища ліга             | 32  | 5  |
| 2010/11               | «Ураган»              | Вища ліга             | 32  | 8  |
| 2011/12               | «Ураган»              | Екстра-ліга           | 10  | 1  |
| 2012/13               | «Ураган»              | Екстра-ліга           | 32  | 9  |
| 2013/14               | «Ураган»              | Екстра-ліга           | 28  | 12 |
| 2014/15               | КПРФ (Росія)          | Суперліга             | 23  | 5  |
| 2015/16               | «Локомотив»           | Екстра-ліга           | 23  | 11 |
| 2016/17               | «Ураган»              | Екстра-ліга           | 16  | 3  |
| 2017/18               | «Ураган»              | Екстра-ліга           | 14  | 7  |
| 2018/19               | «Продексім»           | Екстра-ліга           | 26  | 10 |
| 2019/20               | «Продексім»           | Екстра-ліга           | 16  | 10 |
| 2020/21               | «Продексім»           | Екстра-ліга           | 22  | 16 |
| 2021/22               | «Продексім»           | Екстра-ліга           | 13  | 2  |
| Усього за «Продексім» | Усього за «Продексім» | Усього за «Продексім» | 77  | 38 |
| 2022/23               | «Ураган»              | Екстра-ліга           | 26  | 8  |
| 2023/24               | «Ураган»              | Екстра-ліга           | 35  | 23 |
| Усього за «Ураган»    | Усього за «Ураган»    | Усього за «Ураган»    | 233 | 76 |

## Нагороди і досягнення

### Командні
«Ураган»
- Екстра-ліга
  -  Чемпіон (1): 2010/11
  -  Срібний призер (2): 2012/13, 2022/23
  -  Бронзовий призер (2): 2011/12, 2013/14

- Кубок
  -  Володар (1): 2023–2024
  -  Фіналіст (1): 2017/18

- Суперкубок
  -  Володар (1): 2011

 Переможець міжнародного турніру «Кубок Галичини» (2): 2009, 2010

 Срібний призер міжнародного турніру «Кубок Бескидів» (2): 2010, 2011

 Срібний призер Міжнародного турніру ім. Водяна (1): 2016 (м. Одеса)

 Бронзовий призер міжнародного турніру, присвяченого 10-літтю МФК «Борисов-900»: 2011
 «Локомотив» (Харків)
- Екстра-ліга
  -  Срібний призер: 2015/16

- Кубок
  -  Володар (1): 2015/16

 «Продексім»
- Екстра-ліга
  -  Чемпіон (2): 2018/19, 2019/20
  -  Срібний призер: 2020/21

- Кубок
  -  Володар (1): 2020–2021
  -  Фіналіст (1): 2018/19

- Суперкубок
  -  Володар (1): 2021

- Кубок ліги
  -  Фіналіст (1): 2018

 Переможець турніру «Lviv Open Cup»: 2019

### Індивідуальні
- Футзаліст року в Україні (2): 2018[21], 2020[22]
- Найкращий гравець Екстра-ліги (3): 2018/19[23], 2019/20[24], 2023/24
- Найкращий бомбардир Ліги чемпіонів УЄФА: 2020/21[25]
- Увійшов до символічної збірної на Євро-2018[26]
- Увійшов до найкращої п'ятірки гравців, які впродовж року викликалися до збірної України: 2022[27]
- Увійшов до списку найкращих гравців року за версією футзального порталу «5х5»: 2019[28]
- Гравець місяця в Екстра-лізі (5): лютий 2018[29], березень 2018[30], вересень 2018[31], лютий 2024[32], березень 2024[33]
- Найкращий спортсмен місяця в Івано-Франківську: лютий 2018[34]
- Увійшов до символічної збірної чемпіонату Івано-Франківської області: 2007/08[35]
- Учасник матчу всіх зірок Екстра-ліги (2): 2018[36], 2019[37]

### Відеофрагменти
- Голи Петра Шотурми у домашніх матчах у чемпіонаті України сезону 2010/11 на YouTube
- Петро Шотурма - про вболівальників та бажання зіграти за країну на YouTube